# インドネシア鉄道EA202系電車
インドネシア鉄道EA202形電車（インドネシアてつどうEA202けいでんしゃ、インドネシア語：Kereta Rel listrik INKA seri EA202）もしくはKfW I-9000系電車（インドネシア語：Kereta Rel listrik INKA seri KfW I-9000）は、PT KAI(インドネシア鉄道会社)がKAIコミューター(KCI)のKRLコミューターラインにて2011年から導入している一般形車両である。

## 車両概説
ドイツ復興金融公庫からの支援で次期標準型車両として2010年にPT INKAで製造された電車。2011年8月24日に当時のインドネシア運輸大臣Freddy Numberiによって、ガジャウォン号とともにジャカルタ・コタ駅でデビューした。
車体はKRL-I形(EA201系)をベースにしているが、側面のビードが廃止され、前照灯の配置が変更された。新製車としては初めて各車両のドアの鴨居部に車内案内表示装置(LCD)が設置されている。（のちに撤去されている。）運転席には、列車運行管理システムであるTMSが設置されている。電装品はドイツのボンバルディア・トランスポーテーション製でIGBT素子のVVVFインバータ制御を採用した。

## 歴史
基本的に4両編成であったが、輸送力不足から最終的に2編成が併結される形で運行され、最終的な増備が行われた後は、4両編成×10本が在籍している。最初に導入された編成は、2013年2月19日に TS1＋TS2編成とTS9＋TS10編成であり、続いて 3月7日にTS3+TS4編成とTS5+TS6編成、3月27日にはTS7+TS8編成が運行開始された。
最も冷却性能が高い空調装置を備えた形式であるが、走行機器の故障などの問題が頻発したためにマディウン工場へ甲種回送が行われ、PT INKAにて改良を行い再び運行を再開した。ただし、支線運用としてのみであり、主要な路線ではほとんど運行されていない。さらに、メンテナンス不足のため、当形式の多くには暖房付きの空調装置が追加されている。PT INKAに運ばれなかった編成もいくつかデポック車両基地に留置されていたが、修理のためにマディウン工場へに回送されている。
2021年2月10日のジョグジャカルタ線の開業に行い、塗装をパラン・バディック文様への塗り替え、座席のモケットが紺色柄からベージュの無地に変更され、全車両が転属した。

## ギャラリー

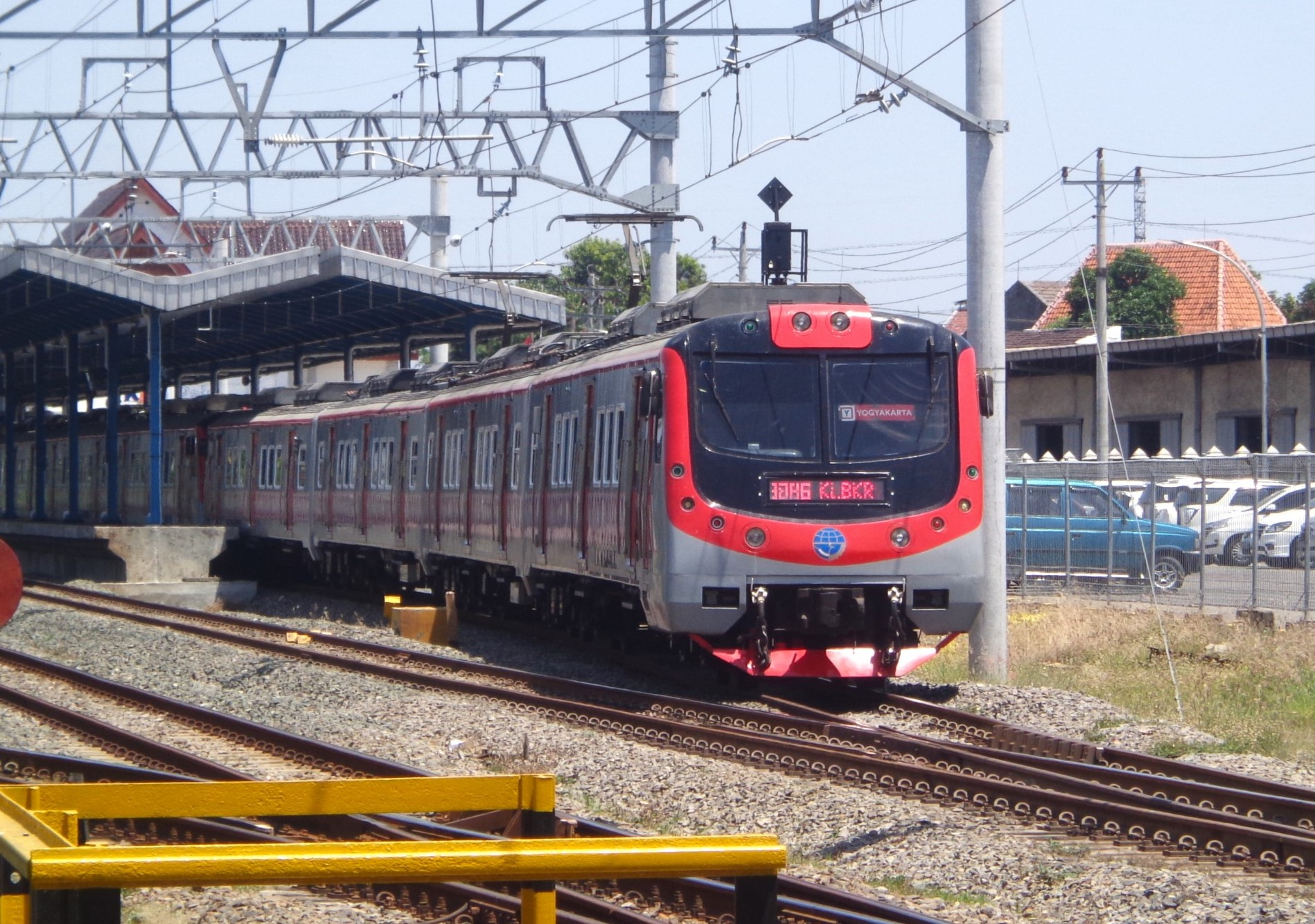
ジョグジャカルタ線のパルール駅を発車しているEA202系電車
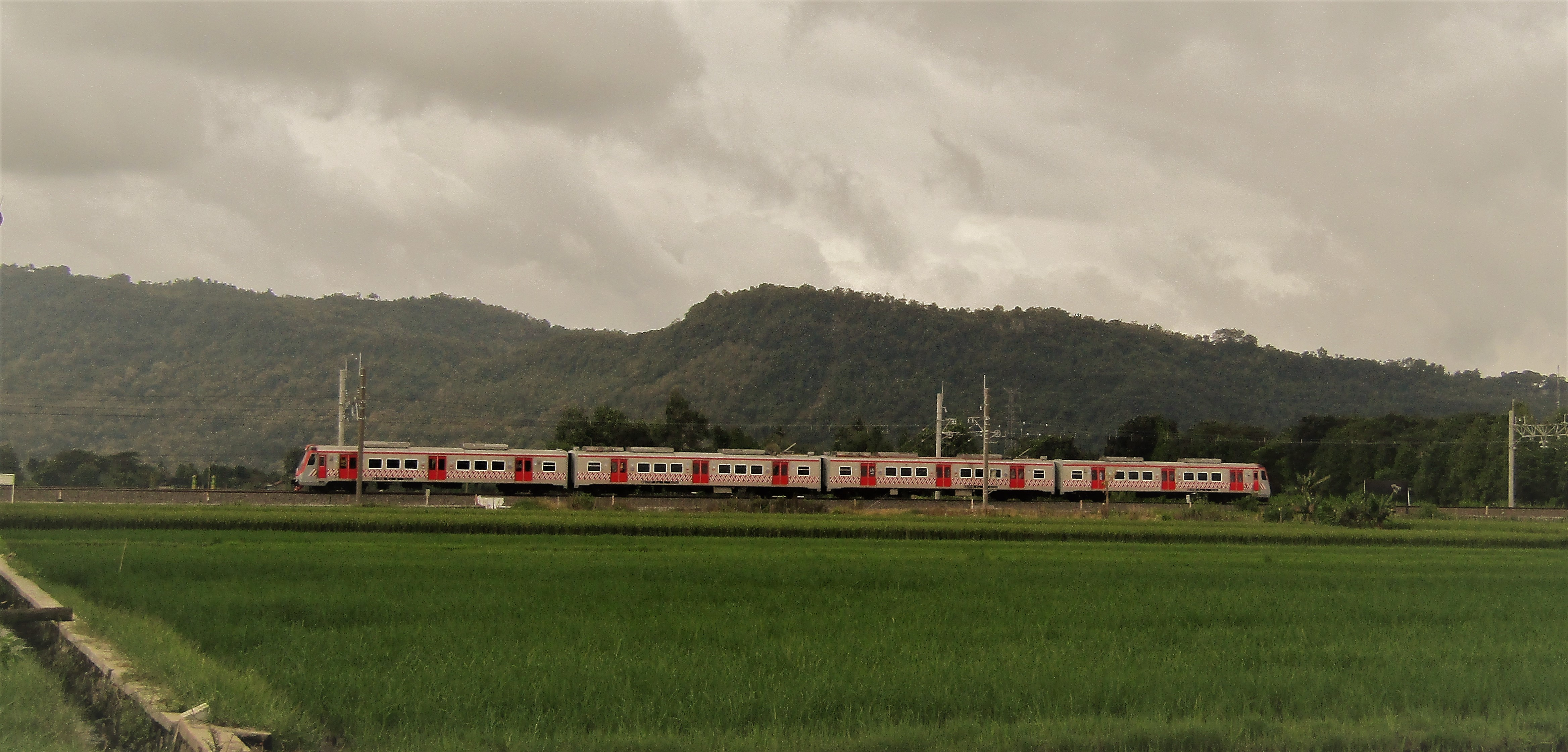
ジョグジャカルタ線を走行中のEA202系電車
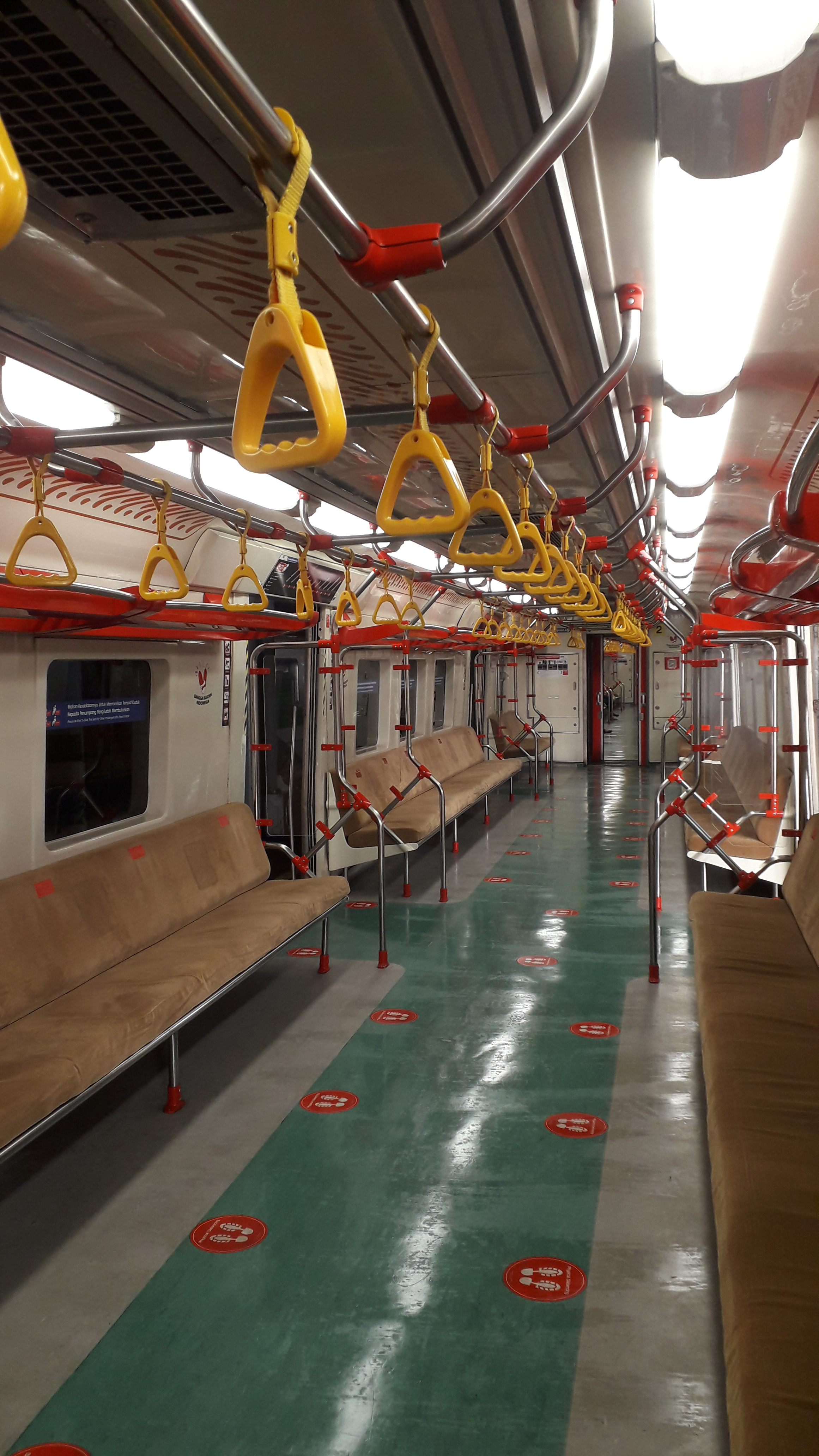
転属後の車内
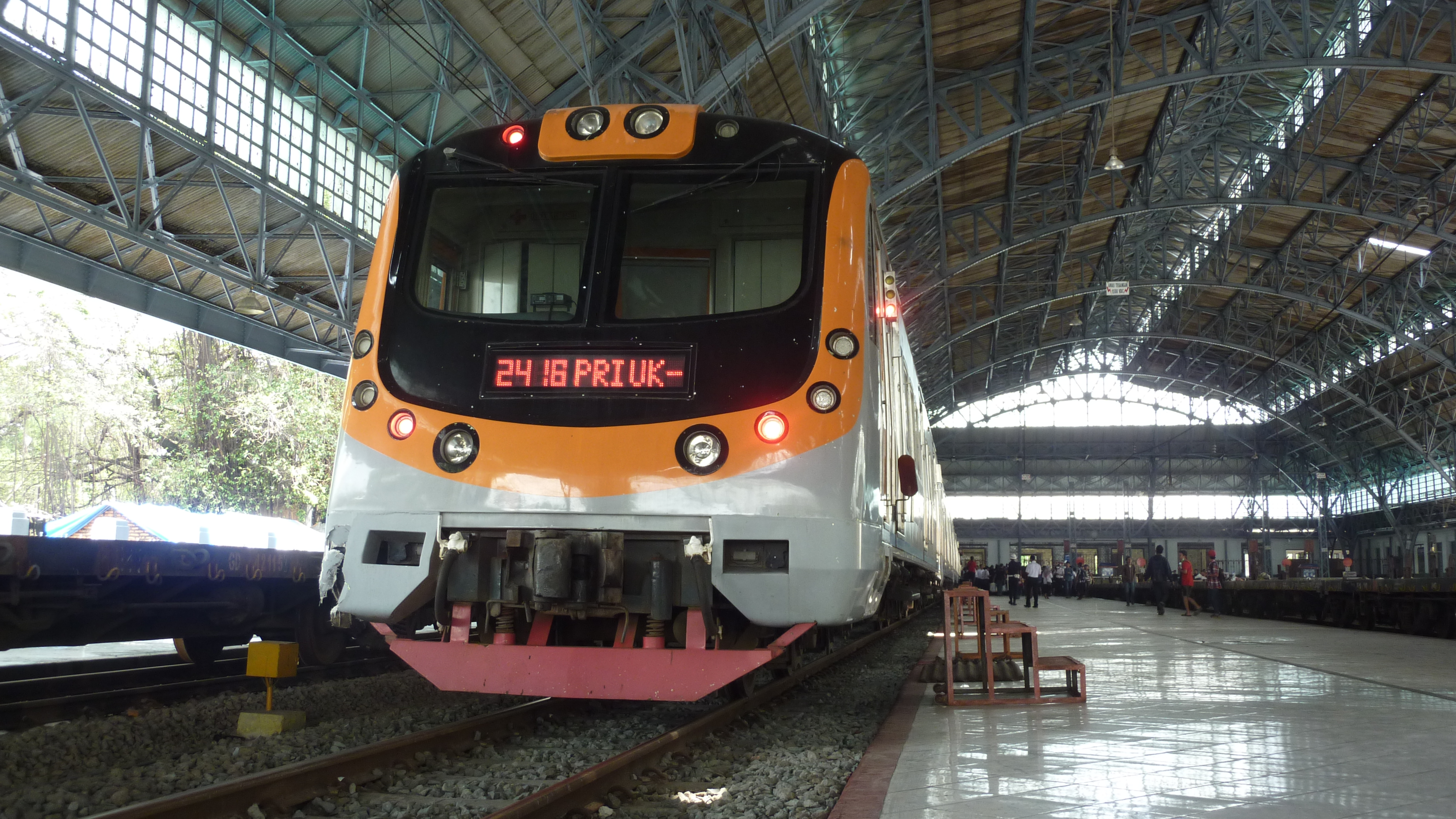
旧塗装車(タンジュンプリオク駅)
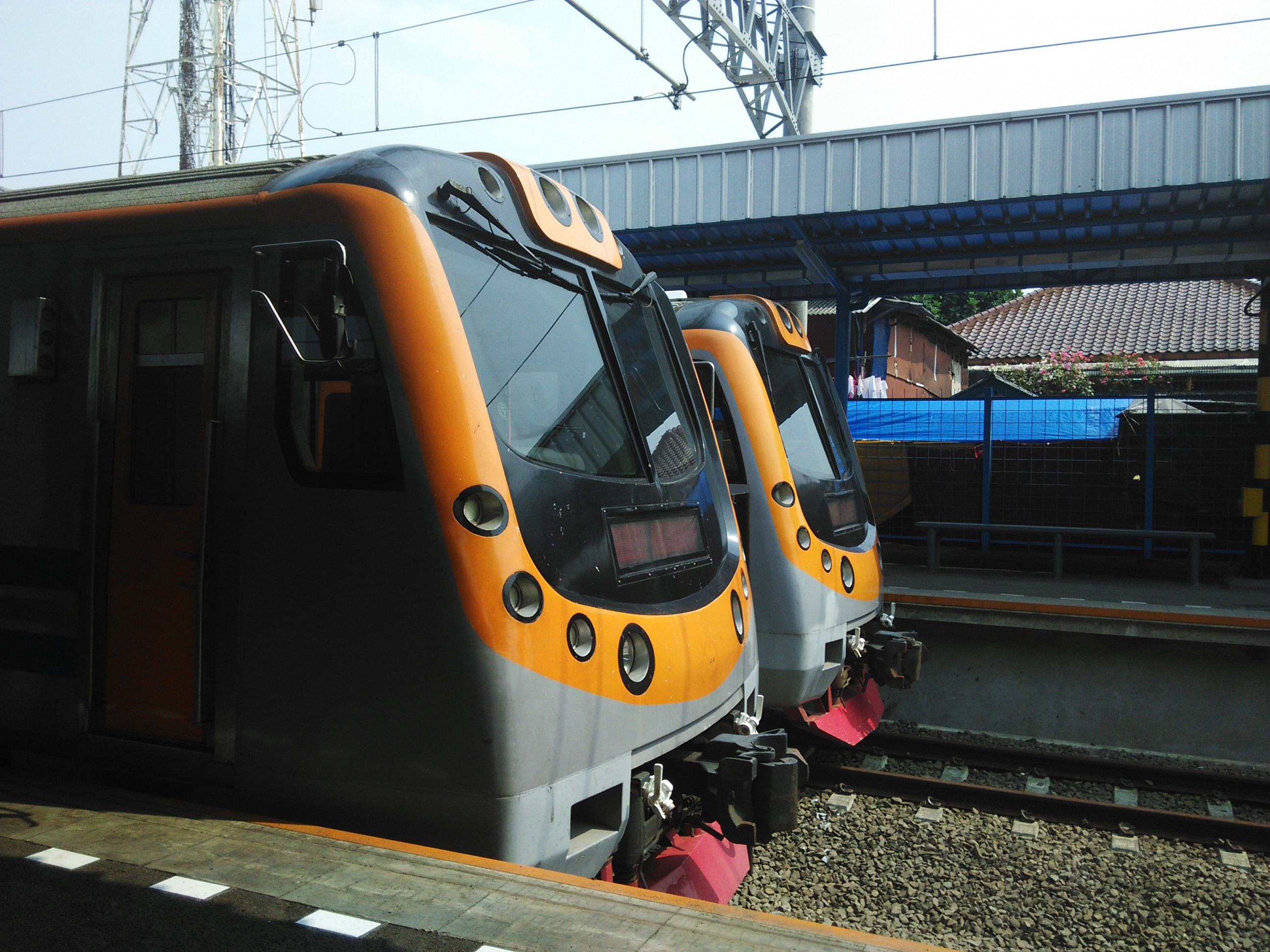
旧塗装車(タンゲラン駅）
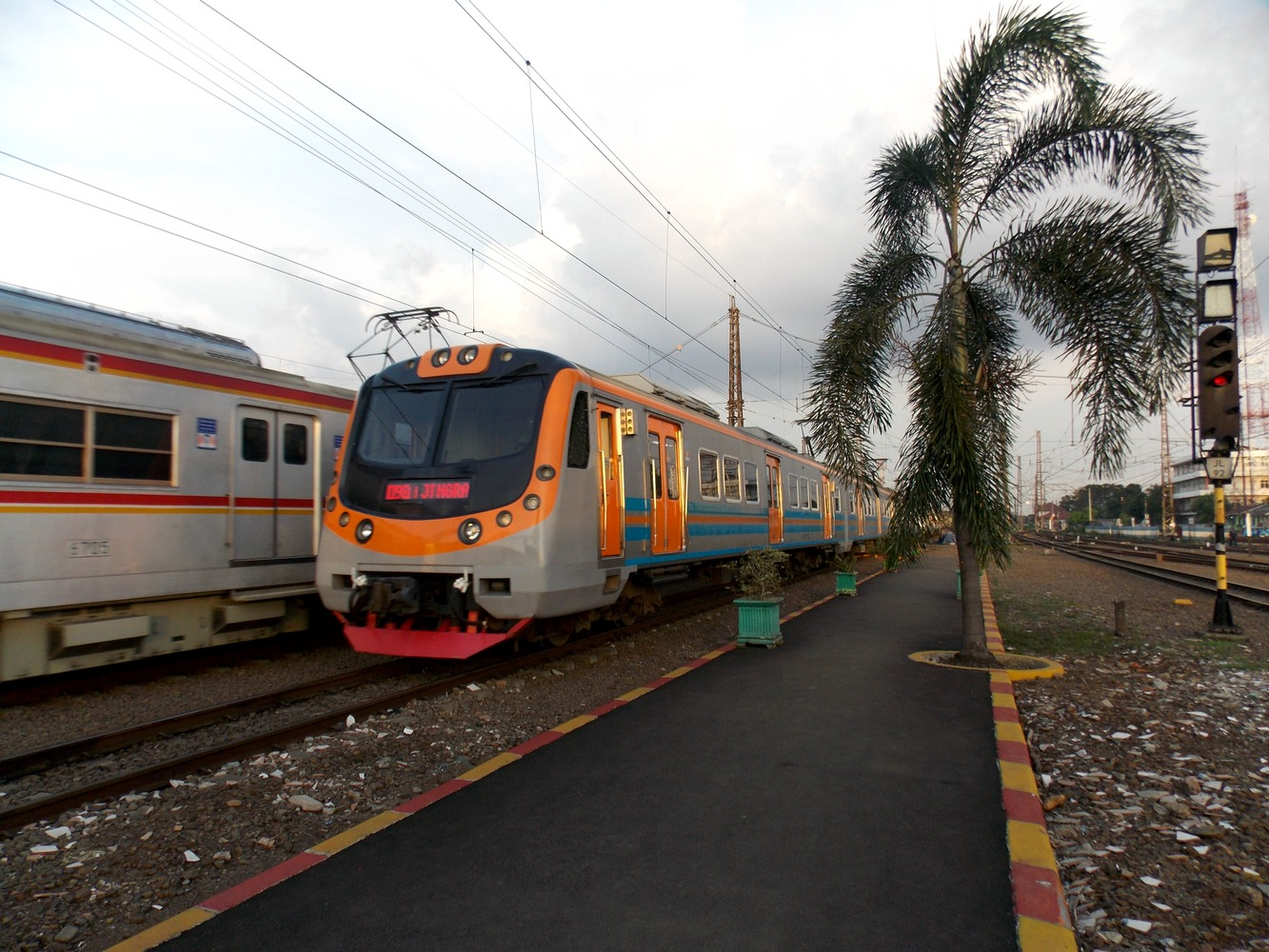
支線運用時のEA202系電車(旧塗装）

## 関連記事
- PT KAI(インドネシア鉄道会社) - KAIコミューター - KRLコミューターライン
- EA201系電車（KRL-I系）- 当形式の実質的な先行試作車
- EA203系電車（Basoetta）
- EA207系電車（CLI-225系）